# Cuisine srilankaise
 (mai 2021).
Si vous disposez d'ouvrages ou d'articles de référence ou si vous connaissez des sites web de qualité traitant du thème abordé ici, merci de compléter l'article en donnant les références utiles à sa vérifiabilité et en les liant à la section « Notes et références ».
La cuisine srilankaise a été influencée par de nombreux facteurs historiques, culturels et autres. Pour commencer, les colons hollandais qui régnaient autrefois sur le Sri Lanka ont apporté leurs propres recettes ; ensuite, les commerçants étrangers ont amené de nouveaux produits alimentaires. Ceci a contribué à façonner la cuisine srilankaise. Cependant, l'influence extérieure la plus forte est celle de la cuisine de l'Inde du Sud.
Aujourd'hui, les produits de base de la cuisine du Sri Lanka sont le riz, la noix de coco et les épices. Ces derniers sont utilisés en raison de l'histoire du Sri Lanka en tant que lieu de production et de commerce des épices depuis plusieurs siècles. 

## Mets
Le trait principal de la cuisine srilankaise est constitué par le riz bouilli ou cuit à la vapeur, servi avec un curry de poisson, poulet, bœuf, mouton ou chèvre ainsi que des légumes, des lentilles ou des fruits.

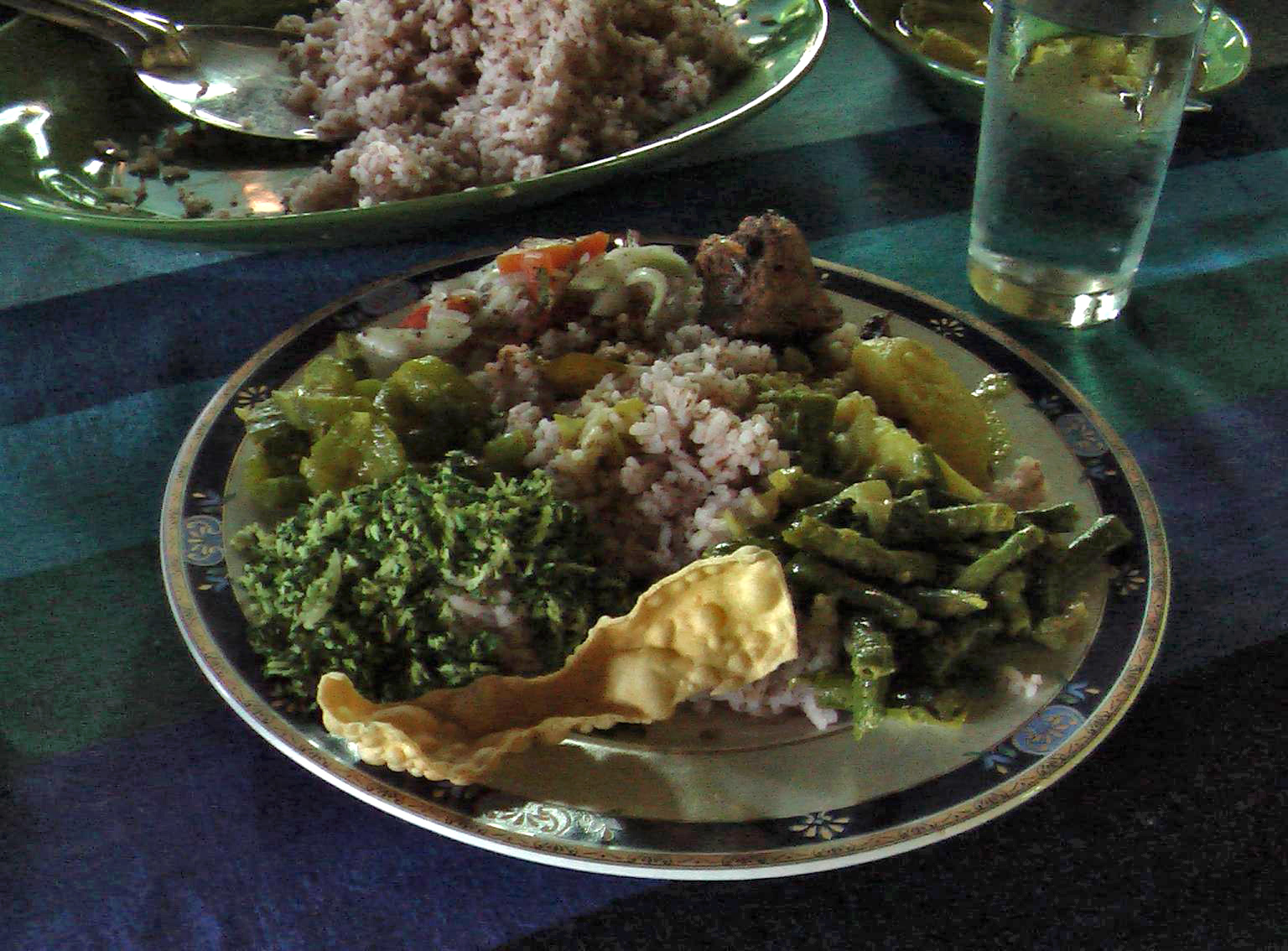
Riz srilankais et curry de poisson.

Les plats sont accompagnés de fruits ou légumes marinés, chutneys et sambals. Le sambal de noix de coco est très répandu. Il s'agit d'une pâte de noix de coco râpée avec des piments, du poisson des Maldives et du jus de citron vert.

### Kottu
Le plat nommé kottu est un mélange de légumes sautés et de roti (type de pain). Les ingrédients facultatifs comprennent les œufs, la viande ou le fromage.

### Appam
Il s'agit d'une gamme de crêpes faites à partir d'une pâte fermentée, généralement à base de farine de riz, de lait de coco et d'épices. Ce plat est poêlé ou cuit à la vapeur. L'agent de fermentation est de la sève de palmier ou de la levure. Les différentes variantes d'appa peuvent être soit salées (celles avec les œufs, du lait et en forme de vermicelles) ou douces (comme vandu appa et pani appa). Les variantes salées sont souvent accompagnés de miris lunu, un mélange d'oignons rouges et d'épices.

### Idyappa
Les idiyappa sont faits à partir d'une pâte composée d'eau chaude et de farine de blé ou de riz. La pâte est ensuite pressée à travers un moule percé de petits trous sur de petites nattes en osier, les vermicelles ainsi obtenus sont alors cuits à la vapeur.

### Lamprais

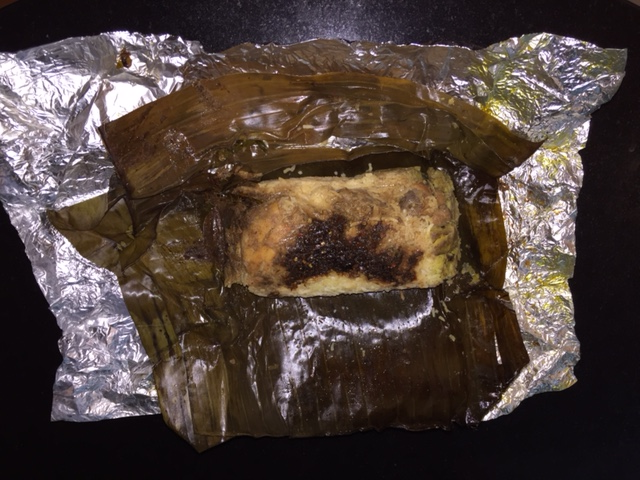
Lamprais dans une feuille de bananier.

Le plat nommé lamprais est influencé par les Burghers hollandais. Il est composé de riz cuit dans du bouillon et accompagné de fricadelles, un curry de différentes viandes, de blachan (pâte de crevettes séchées), d'aubergines au curry et de seeni sambol. Tout cela est ensuite enveloppé dans une feuille de bananier et cuit dans un four. Le lamprais est idéal pour les occasions spéciales comme les grands rassemblements d'amis ou de la famille compte tenu de sa richesse et du temps qu'il faut pour le préparer. En effet, le lamprais est cuit deux fois : d'abord le riz et les plats sont cuits séparément puis plus tard ce qui est déjà cuit est enveloppé dans une feuille de bananier et cuit au four, ce qui en fait une recette unique.

### Kool
Kool est un bouillon de fruits de mer de Jaffna contenant du crabe, du poisson, de la seiche, des crevettes et des écrevisses. Il contient aussi des haricots longs, des graines de jacquier, du manioc, des épinards et du tamarin. Le plat est épaissi avec de la farine de racine de palmier.

### Pittu
Pittu est un cylindre de riz cuit à la vapeur mélangé à de la noix de coco râpée.

### Roti
Gothamba na roti est un pain plat srilankais généralement fabriqué à partir de farine de blé. Les variantes de roti comprennent thengappu roti (pol en cinghalais), dans lequel la noix de coco râpée est mélangée à la pâte. Une autre variante est roti uraippu (roti épicé), dans laquelle les oignons hachés et les piments verts sont utilisés lors de la préparation de la pâte.

## Douceurs

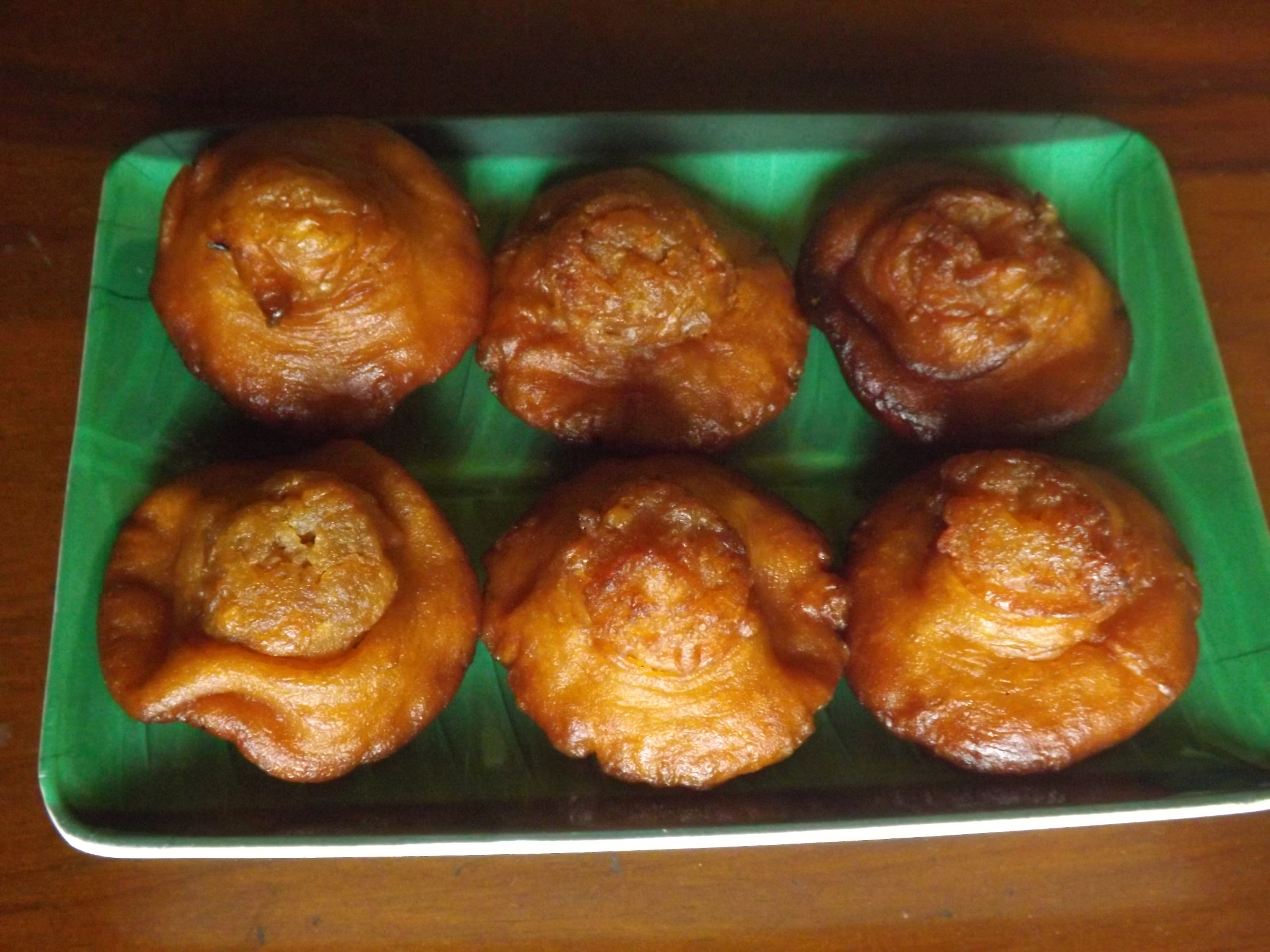
Konda kevum.

Un dessert répandu au Sri Lanka s'appelle kevum, un gâteau huileux fait de farine de riz et de mélasse, frit pour obtenir une couleur brune dorée. Il existe de nombreuses variantes de kevum. Moong kevum est une variante où la farine de haricot mungo est utilisée pour la pâte à laquelle on donne une forme de diamant avant de la frire. D'autres types de kevum comprennent athiraha, konda kevum, athirasa et handi kevum.
De nombreuses douceurs sont servies avec du riz au lait (kiribath) durant le Nouvel An cinghalais et tamoul (Aluth Avurudda ou Puthandu).

### Gâteaux et pâtisseries
- Aluwa : pâtisserie à base de farine de riz en forme de diamant.
- Bibikkan : gâteau nourrissant à base de noix de coco râpée, de mélasse de noix de coco et de farine de blé. Il s’agit d’une spécialité des zones côtières.
- Kokis : biscuit croustillant salé fabriqué à base de farine de riz et de lait de coco. D'influence coloniale hollandaise, les kokis correspondent aux cookies dits Rosette (en), appelés aussi rosetbakkelse ou rosettbakkels au Danemark et en Norvège, ou struvor en Suède.
- Pushnambu : gâteau nourrissant à base de mélasse de noix de coco et de farine de blé. De la cannelle, de la cardamome et du cumin doux sont souvent ajoutés parmi la population chrétienne du Sri Lanka.

### Douceurs au goût de mélasse
- Aasmi : préparé avec de la farine de riz et le jus d'une feuille appelée kurundu dawul (du jus de gombo peut être utilisé comme un substitut), frit et garni avec de la mélasse de couleur rose.
- Aggala : boules de riz parfumées à la mélasse.
- Undu walalu, undu wal ou pani walalu : douceur de la région de Matale, préparée en utilisant la farine de haricot urad et de la mélasse kithul.
- Weli thalapa : fait à partir de farine de riz et de mélasse de noix de coco.

### Puddings et caramels
- Kalu dodol : caramel solide confectionné avec de la gelée, préparé par une longue réduction du lait de coco, épaissi avec de la farine de riz et sucré avec du jaggery.
- Watalappam : un pudding cuit à la vapeur avec du lait de noix de coco, des œufs et du jaggery. Introduit par les immigrés malais, le watalappam est devenu un des desserts de base du Sri Lanka.

### Autres douceurs
- Kiri toffee : fait avec du lait concentré sucré ou du lait de vache épaissi avec du sucre. De la cardamome, du cumin doux et des noix de cajou sont ajoutées pour donner plus de goût.
- Thala guli : fait à base de sésame moulu, de jaggery et de noix de coco finement râpée.